# 군남초등학교 (충북)
군남초등학교는 대한민국 충청북도 옥천군에 있는 공립 초등학교이다.

## 학교 연혁
- 1962.03.01	옥천삼양초등학교 삼청분교로 인가
- 1964.04.09	군남국민학교로 인가 개교(12학급)
- 1983.03.10	군남초등학교병설유치원 개원
- 1986.10.13	본관 신축공사 완공(14개 교실)
- 1996.03.01	군남초등학교로 개칭
- 2005.06.30	다목적실 준공
- 2007.09.19	특수학급교실 준공
- 2008.12.18	보육교실 리모델링 시설
- 2010.06.19	인조잔디 운동장 조성
- 2010.08.29	교실바닥교체 및 화장실 보수공사
- 2013.04.28	온새미로 오케스트라 창단 연주회

## 참고 자료
- 군남초등학교 - 한국교육학술정보원 학교알리미